# Heinz Lüdi
Heinz Lüdi (Solothurn, 8 oktober 1958) is een Zwitsers voormalig voetballer die speelde als verdediger.

## Carrière
Lüdi speelde voor FC Grenchen, FC Zürich, Neuchâtel Xamax en FC Baden. Hij werd landskampioen in 1981 met Zürich.
Lüdi speelde 42 interlands voor Zwitserland waarin hij één keer kon scoren.

## Erelijst
- FC Zürich
  - Landskampioen: 1981
- Persoonlijk
  - Zwitsers voetballer van het jaar: 1981